# Cuirassat Tirpitz
El Tirpitz va ser el segon dels dos cuirassats classe Bismarck construïts per a la Kriegsmarine alemanya durant la Segona Guerra Mundial. Nomenat en honor de l'almirall Alfred von Tirpitz, arquitecte de la Marina Imperial Alemanya. El navili va ser posat en grada a les drassanes Kriegsmarinewerft de Wilhelmshaven al novembre de 1936 i botat dos anys i mig després, a l'abril de 1939. Finalment, va ser comissionat a la flota al febrer de 1941. Igualment com el seu bessó, el Bismarck, el Tirpitz va ser armat amb una bateria principal de vuit canons de 380mm en quatre torretes dobles. De resultes d'una sèrie de modificacions durant la guerra, arribà a ser unes 2.000 tones més pesant que el Bismarck.
Després de completar les seves proves a mar a inicis de 1941, el Tirpitz va servir un breu temps com a peça central de la Flota del Bàltic alemanya, que tenia la missió d'impedir un possible intent de fugida de la Flota del Bàltic soviètica. A inicis de 1942 la nau navegà cap a Noruega per actuar com a dissuasiu davant la invasió aliada. A Noruega, el Tirpitz també podria haver estat emprat per interceptar els combois aliats que es dirigien a la Unió Soviètica, intentant-ho en dues missions el 1942 que resultaren un fracàs. Malgrat tot això, el Tirpitz actuà com una flota en presència i la seva sola presència forçà la Royal Navy a mantenir un elevat nombre de naus a la zona amb la finalitat de contenir el cuirassat alemany.
El setembre del 1943, juntament amb el Scharnhorst, bombardejà les posicions aliades a l'illa de Spitsbergen; va ser la primera ocasió en què el Tirpitz emprà les seves bateries principals. Poc després va rebre danys en ocasió d'un atac de minisubmarins britànics, i posteriorment seria sotmès a una sèrie de massius bombardeigs aeris. El 12 de novembre de 1944, bombarders pesats Lancaster de la RAF, equipats amb bombes Tallboy de 5.400kg van enfonsar el Tirpitz després d'aconseguir dos impactes directes que el van fer escorar ràpidament. Un incendi a la coberta va estendre's al magatzem de munició per una de les torretes de les bateries principals, causant una enorme explosió. Les xifres de morts oscil·len entre 950 i 1.204.
Les restes van ser reflotades en una operació de salvament conjunta entre Noruega i Alemanya que s'estengué entre 1948 i 1957.

## Construcció i característiques
El Tirpitz va ser ordenat com a Ersatz Schleswig-Holstein, per tal de substituir l'antic pre-dreadnought Schleswig-Holstein, sota el nom de contracte "G". Les drassanes de s'adjudicaren el contracte, i allà es posà en grada la seva quilla el 20 d'octubre de 1936. El vaixell va ser botat l'1 d'abril de 1939 enmig de grans festes, sent batejat per la filla de l'almirall Alfred von Tirpitz, de qui el cuirassat havia rebut el nom. Adolf von Trotha, antic almirall de la Marina Imperial Alemanya parlà a la botadura del vaixell, a la que també assistí Hitler. Els treballs d'acondicionament del navili continuaren després de la seva botadura, completant-se al febrer de 1941. Repetidament els bombarders britànics atacaren el port on s'estava construint el Tirpitz i encara que cap bomba impactà contra ell, sí que retardaren els treballs. Va ser comissionat a la flota el 25 de febrer per començar les seves proves de mar, realitzades al mar Bàltic.

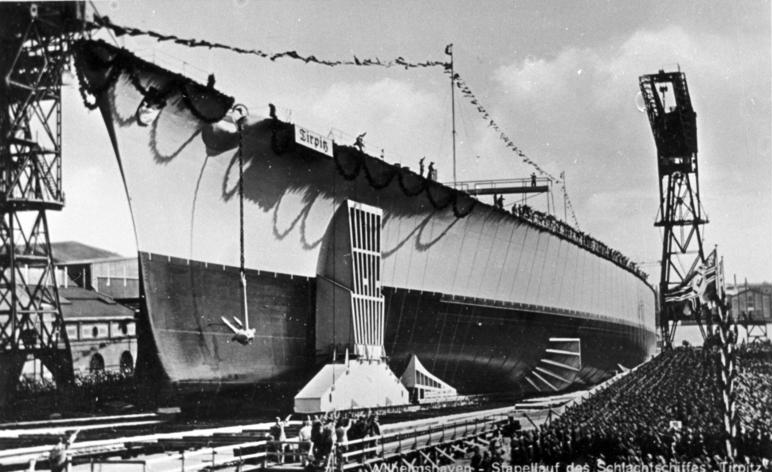
El buc del Tirpitz llisca cap a l'aigua després de la seva botadura. Wilhelmshaven, 1 d'abril de 1939.

El Tirpitz desplaçava 42.900 tones estàndard i 52.600 a plena càrrega. La seva eslora era de 251 metres, la mànega de 36m i el calat màxim era de 10,6m. Estava propulsat per tres turbines de motor engranades Brown, Boveri & Cie que produïen 163.026 026 CV (121.568 kW), que l'impulsaven a una velocitat màxima de 30,8 nusos (57 km/h) a les seves proves de velocitat. La seva tripulació era de 103 oficials i 1.962 mariners, tot i que durant la guerra va incrementar-se fins a 108 oficials i 2.500 mariners. D'inici, el Tirpitz va ser equipat amb radars "FuMO 23" muntats als telèmetres davanter, darrer i de la cofa. Aquests van ser substituïts posteriorment per ràdar "FuMO 27", que a l'hora van ser també substituïts pel model "FuMO 26", que tenia una sèrie d'antenes més grans. Un "FuMO 30", conegut com a Hohentwiel, va ser muntat el 1944 al pal principal, i se li afegí un "FuMO 213 Würzburg" als seus telèmetres FlaK de 105mm de popa.
L'armament principal del Tirpitz estava format per 8 canons L/52 de 380mm disposats en quatre torretes bessones, dues a proa (Anton i Bruno) i dues a popa (Cèsar i Dora). El seu armament secundari consistia en 12 canons L/55 de 150mm, 16 L/65 de 105mm i 16 L/83 de 37mm, i inicialment 12 canons antiaeris de 20mm, que posteriorment augmentaria fins a 58. Després de 1942 van ser instal·lades al Tirpitz 8 tubs llançatorpedes sobre la línia de flotació.
El seu cinturó cuirassat principal tenia un gruix de 320mm i estava flanquejat per dues cobertes cuirassades, la superior i la principal, que tenien un gruix de 50mm i 100-120mm, respectivament. Les torretes dels canons principals estaven protegides amb planxes de 360mm al front i 20mm als laterals.

## Historial de servei
Després de ser comissionat i del final de les seves proves de mar, el Tirpitz va ser destinat a Kiel, des d'on va realitzar uns intensos entrenaments al Bàltic. Mentre que el cuirassat estava destinat a Kiel, Alemanya envaí la Unió Soviètica, creant-se temporalment una Flota del Bàltic per impedir la fugida de la flota soviètica amb base a Leningrad. El Tirpiitz actuà breument com a vaixell insígnia de l'esquadró, format pel creuer pesat Admiral Scheer i els creuers lleugers Köln, Nürnberg, Leipzig i Emden, diversos destructors i dos flotilles de dragamines. La Flota Bàltica, a les ordres de l'almirall Otto Ciliax, patrullà davant les illes d'Åland entre el 23 i el 26 de setembre de 1941, dissolvent-se la unitat a continuació i el Tirpitz retornà als seus entrenaments. Durant aquest període d'entrenament el Tirpitz provà els seus canons principals i secundaris sobre el vell cuirassat pre-dreadnought Hessen, que havia estat convertit en un vaixell-objectiu radiocontrolat. La Royal Air Force britànica continuà realitzant incursions de bombardeigs aeris sobre el cuirassat mentre que es trobava estacionat a Kiel, tot i que cap no van tenir èxit.

### Desplegament a Noruega
El Großadmiral Erich Raeder, comandant de la Kriegsmarine, proposà que el 13 de novembre el Tirpitz fos desplegat a Noruega. El cuirassat podria atacar els combois destinats a la Unió Soviètica, a més d'actuar com una flota en potència per contrarestar els efectius navals britànics i aturar una invasió aliada a Noruega. Adolf Hitler, que havia prohibit una sortida a l'Atlàntic després de l'enfonsament del Bismark, va mostrar-se d'acord amb la proposta. El Tirpitz va ser posat en dic sec per sotmetre's a una sèrie de modificacions de cara al seu desplegament. Es potencià les seves bateries antiaèries i els seus canons de 105mm a la superestructura prop de la catapulta van ser traslladats a fora borda per augmentar el seu camp de tir. Els dos tubs quadrubles llançatorpedes de 533mm van instal·lar-se durant aquestes modificacions. El comandant de la nau, Kapitän zur See Karl Topp, anuncià que el vaixell estava preparat per a les operacions de combat el 10 de gener. L'endemà el Tirpitz salpà cap a Wilhelmshaven per tal d'amagar el seu veritable destí.
Salpà des de Wilhelmshaven el 14 de gener a les 23:00 amb destí a Trondheim. La intel·ligència militar britànica, capaç de desxifrar els missatges de la màquina Enigma enviats per la Kriegsmarine, detectà la marxa del cuirassat, però el mal temps sobre el Regne Unit impedí una intervenció de la RAF. L'almirall John Tovey, comandant en cap de la Home Fleet britànica, no va tenir coneixement dels moviments del Tirpitz fins al 17 de gener, quan el vaixell alemany ja es trobava a Noruega. El 16 del mateix mes un reconeixement aeri britànic el localitzà a Trondheim. Des d'allà navegà fins a Fættenfjord, més al nord. El moviment de la flotilla alemanya va rebre el nom clau d'operació Polarnacht, i el Tirpitz va ser escortat pels destructors Richard Beitzen, Paul Jacobi, Bruno Heinemann i Z-29. El Tirpitz va ser ancorat al costat d'un penya-segat que el protegia dels atacs aeris dels sud-oest, a més que la tripulació talà arbres per posar-los a la coberta del cuirassat amb la finalitat de camuflar-lo. Al voltant del fiord es disposaren bateries antiaèries addicionals, així com xarxes anti-torpedes i barreres pesades als accessos. La vida de la tripulació del Tirpitz era molt monòtona durant la seva estada a Noruega, i l'habitual escassetat de combustible va fer que els entrenaments es reduïssin i va mantenir el cuirassat i els seus destructors d'escorta amarrats rere la seva xarxa protectora. Els tripulants estaven principalment ocupats en el manteniment del cuirassat i en la contínua dotació de les defenses antiaèries. Per tal de mantenir ocupats i en bona forma física als mariners s'organitzaren diverses activitats esportives.

#### Operacions contra els combois Aliats
Diversos factors van conjugar-se per restar llibertat a l'operació del Tirpitz a Noruega. Els més immediats va ser la mancança de combustible i la retirada de la força de destructors per recolzar l'operació Cerberus, la travessia dels cuirassats Scharnhorst i Gneisenau i del creuer pesat Prinz Eugen pel canal de la Mànega. Això provocà la cancel·lació de l'atac contra la sortida del comboi PQ 8 a finals de gener. Un atac de bombarders quatrimotors britànics planejat també cap a finals de gener va ser avortat pel mal temps sobre l'objectiu, que impedí als avions localitzar-lo. A inicis de febrer el Tirpitz va participar en els enganys previs a l'operació Cerberus que van distreure als britànics, i que van incloure la navegació fora del fiord i les activitats que semblaven indicar una sortida al mar del Nord. Més tard aquell mes el Tirpitz va ser reforçat pels creuers pesats Admiral Scheer i Prinz Eugen i diversos destructors. El Prinz Eugen havia estat torpedinat a l'entrada del Fættenfjord i, per tant, va estar un temps fora de servei.
El Tirpitz i l'Admiral Scheer, juntament amb els destructors Friedrich Ihn, Paul Jacobi, Hermann Schoemann y Z-25 i un parell de vaixells torpediners tenien la intenció d'atacar el comboi entrant QP 8 i el sortint PQ 12 al març de 1942 com a part de l'operació Sportpalast. L'Admiral Scheer, amb una velocitat de disseny de 26 nusos (48 km/h) era massa lent per operar amb el Tirpitz i va quedar a port, igual que el destructor Paul Jacobi i els dos torpediners. El 5 de març una aeronau de reconeixement de la Luftwaffe descobrí el PQ 12 prop d'illa Jan Mayen, tot i que fallà en detectar la presència de la seva escorta, formada pel cuirassat Duke of York, el creuer de batalla Renown i quatre destructors. Sense que ho sabessin els alemanys, l'almirall Tovey proporcionava suport llunyà als combois amb el cuirassat King George V, el portaavions Victorious, el creuer pesat Berwick i sis destructors. Tovey intentà perseguir el Tirpitz el 9 de març, però l'almirall Otto Ciliax, comandant de l'esquadró alemany, decidí tornar a port la nit anterior. A primera hora del matí del dia 9 els britànics llançaren un atac aeri; dotze avions torpediners Fairey Albacore van atacar el cuirassat en 3 grups, però el Tirpitz evadí tots els torpedes que li llançaren. Només 3 homes resultaren ferits a l'atac. Després de la finalització d'aquest, el cuirassat salpà vers Vestfjord, des d'on sortí cap a Trondheim.

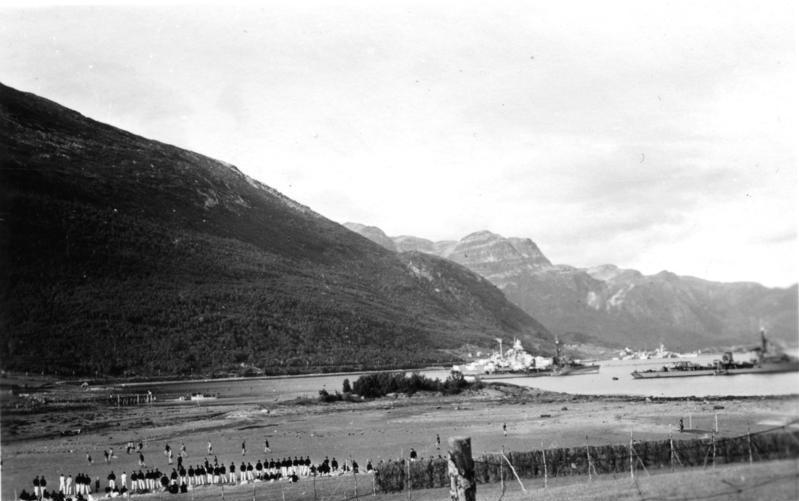
El Tirpitz, el Admiral Hipper i diversos destructors a Bogen, agost de 1942.

Les accions del Tirpitz i els seus destructors d'escorta al maig van consumir prop de 8.230 tones de fueloil, la qual cosa reduí significativament les reserves. Els alemanys van trigar fins a 3 mesos en reposar la quantitat gastada a l'intent per interceptar els dos combois aliats. El comboi PQ-17, que deixà Islàndia el 27 de juny amb destí a la Unió Soviètica, va ser el següent comboi que el Tirpitz i els vaixells destinats a Noruega van ser capaços d'atacar, durant l'operació Rösselsprung. Escortant el comboi anaven els cuirassats Duke of York i USS Washington i el portaavions Victorious. El Tirpitz, l'Admiral Hipper i sis destructors van salpar de Trodheim, mentre que una segona flota formada pel Lützow, l'Admiral Scheer i sis destructors van salpar de Narvik. El Lützow i 3 destructors van topar amb roques que no constaven a les cartes de navegació mentre que es dirigien a la reunió i van haver de tornar a port. Poc després de la sortida del Tirpitz, el submarí soviètic K-21 va disparar-li dos torpedes, tot i que ambdós fallaren. Mentrestant, la intel·ligència sueca havia informar a l'Almirallat britànic de les sortides alemanyes i aquest ordenà la dispersió del comboi. Conscients que havien estat detectats, els alemanys van avortar l'operació i van retirar-se per deixar pas a un atac de submarins i avions de la Luftwaffe. Les naus aliades, disperses i privats de la protecció de la seva escorta, van ser blanc fàcil pels alemanys, que van enfonsar 21 dels 34 vaixells solitaris. El Tirpitz tornà al fiord d'Alta via les illes Lofoten.

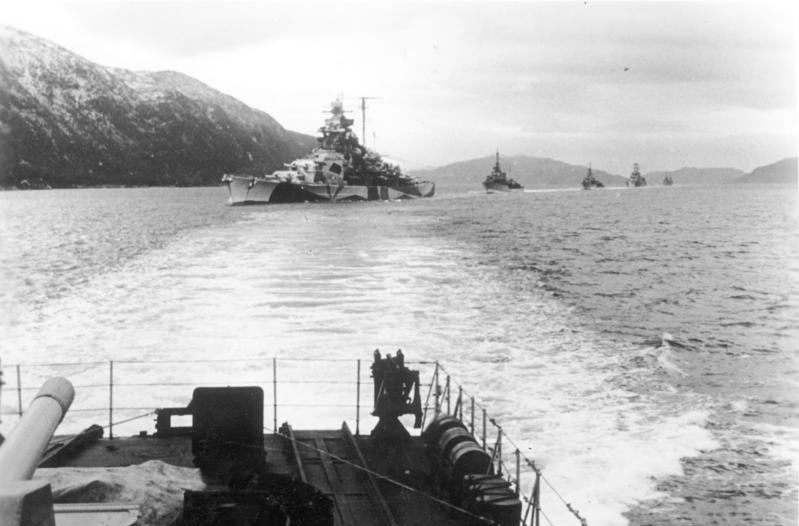
El Tirpitz, escortat per diversos destructors, navega pel Bogenfjord a l'octubre de 1942.

Després de l'operació Rösselsprung, els alemanys traslladaren el Tirpitz a Bogenfjord, prop de Narvik. En aquells moments, el cuirassat calia d'una revisió a fons. Hitler havia prohibit que realitzés la perillosa travessia de retorn a Alemanya, i la revisió va haver de fer-se a Trondheim. El 23 d'octubre el vaixell abandonà Bogenfjord per tornar a Fættenfjord, prop de Throndheim. Les defenses del port van reforçar-se amb la instal·lació de canons antiaeris addicionals i la disposició de xarxes dobles anti-torpedes al voltant del cuirassat. Les reparacions van portar-se a terme en fases limitades, de manera que el Tirpitz estigués parcialment operatiu durant la major part del procés. Va construir-se un calaix al voltant de la seva popa per substituir les hèlixs del navili. Durant el procés els britànics van intentar atacar el cuirassat amb dos torpedes humans,però a causa d'un mar agitat el vaixell que havia de transportar-los quedà incapacitat. Pel 28 de desembre va finalitzar-se la revisió i el Tirpitz començà les proves de mar. El 4 de gener de 1943 realitzà entrenaments d'artilleria al fiord de Trondheim. El 21 de febrer Karl Topp va ser promogut a konteradmiral, sent substituït pel kapitän zur see Hans Meyer. Cinc dies després s'ordenà al cuirassat Scharnhorst que reforcés la flota a Noruega i el Vizeadmiral Oskar Kummetz va rebre el comandament dels vaixells de guerra desplegats al país.
Per a quan arribà el Scharnhorst a Noruega els combois aliats cap a la Unió Soviètica havien cessat temporalment. L' Admiral Karl Dönitz, substitut de Raeder des de la batalla del mar de Barents el 31 de desembre de 1942, decidí que les naus necessitaven una oportunitat per operar conjuntament, ordenant un atac sobre l'illa de Spitzbergen, on es trobava una estació meteorològica britànica i una base de reabastiment de combustible. Diversos assentaments i posts avançats de Spiitzbergen estaven defensades per una guarnició de 152 homes de les exiliades Forces Noruegues Lliures. Ambdós cuirassats, escortats per 10 destructors, salparen el 6 de setembre. En un ardit, el Tirpitz hissà una bandera blanca a l'aproximació a l'illa l'endemà. Durant el bombardeig d'aquesta, el Tirpitz disparà 52 obusos amb les seves bateries principals i 82 amb les secundàries de 150mm, la qual cosa suposà la primera i única vegada que disparava la seva bateria principal contra un objectiu enemic. Els atacants van destruir una força d'assalt que destruí les instal·lacions a terra i capturà 74 presoners. Cap a les 11, els cuirassats havien destruït els seus objectius i iniciaren el retorn als seus ports noruecs.

#### Atacs britànics alTirpitz
L'Operació Font
Els britànics estaven decidits a acabar amb el Tirpitz i eliminar l'amenaça que suposava per a les línies de comunicació aliades a l'Àrtida. Després dels reiterats atacs, bombardeigs ineficaços i el fallit intent amb torpedes humans a l'octubre de 1942, els britànics optaren pels nous minisubmarins X Craft. L'atac planejat, l'operació Font (Source), va incloure ofensives contra el Tirpitz, el Scharnhorst i el Lützow. Els X Craft van ser remolcats per grans submarins als seus destins, des d'on podrien passar sota les xarxes antitorpedes per posar una potent mina sota l'objectiu. Deu d'aquests submarins van ser assignats a l'operació, prevista entre el 20 i el 25 de setembre de 1943, dels quals només 8 arribaren a Noruega per a l'atac, que començà el 22 de setembre. Tres dels quatre minisubmarins, el X5, el X6 i el X7 van superar amb èxit les defenses del Tirpitz, i dos d'ells aconseguiren posar les seves mines. El X5 va ser detectat a uns 200 metres de les xarxes i enfonsat amb una combinació de foc d'artilleria i càrregues de profunditat.
Les mines van causar greus danys al cuirassat, car la primera va explotar davant la torreta Cèsar i la segona a 45-55m de l'amura de babord. Un tanc de fueloil i les planxes del blindatge van quedar malmeses, formant-se un gran bony a la part inferior del buc i a les mampares del doble cinturó cuirassat. El cuirassat embarcà 1.430 tones d'aigua als tancs de combustible i als espais buits del doble buc a babord, la qual causà una escora d'un a dos graus, corregint-se per una contra-inundació de la banda d'estribord. La inundació va malmetre tots els turbo-generadors de la sala de generadors número 2 i tots els generadors de la sala 1, llevat d'un, van quedar desactivats pel trencament de canonades de vapor i diversos cables d'alimentació. La torreta Dora va quedar arrancada dels seus suports i no podia ser maniobrada, la qual cosa era un problema greu degut a la inexistència a Noruega de grues de càrrega pesades prou potents per aixecar-la i posar-la de nou a lloc. Els dos hidroavions Arado Ar 196 del Tirpitz van rebre l'impacte de la detonació i van quedar completament destruïts. Les reparacions van ser realitzades pel vaixell de reparació Neumark; els historiadors Robert Garzke i Robert Dulin afirmaren que l'esforç satisfactori de reparació va ser una de les proeses d'enginyeria naval més notables durant la Segona Guerra Mundial. Les reparacions van estendre's fins al 2 d'abril de 1944, i l'endemà es van portar a terme proves de velocitat completes al fiord d'Alta.
Operació Tungsten

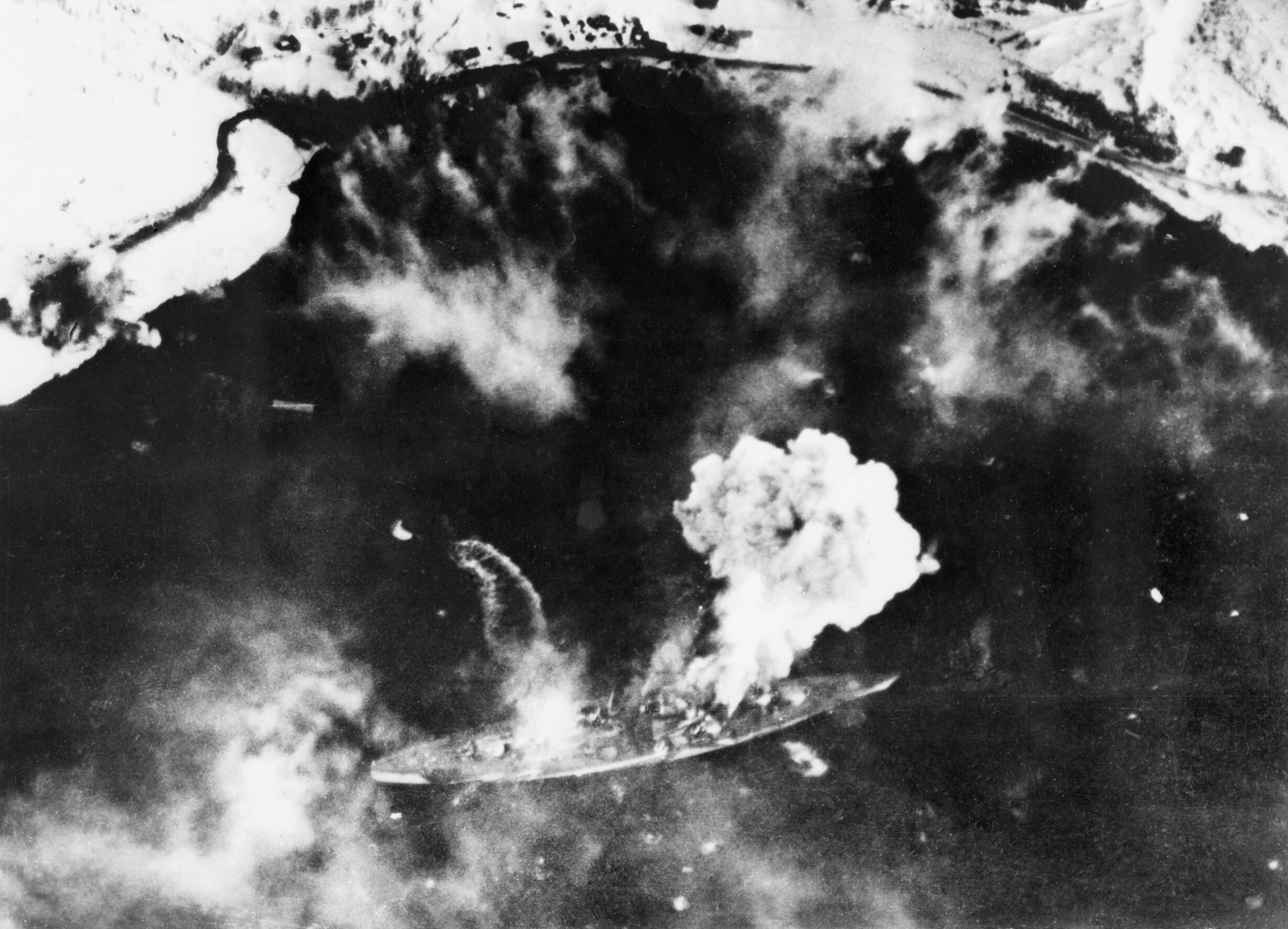
El Tirpitz rebent l'atac dels portaavions britànics el 3 d'abril de 1944.

Els britànics sabien que tant el Neumark com els equips de reparació havien marxat al març, la qual cosa indicava que el Tirpitz tornaria a estar operatiu en breu, programant un gran atac aeri pel 4 d'abril de 1944 (l'operació Tungsten) que implicaria els portaavions HMS Victorious i Furious i els portaavions d'escorta Emperor, Fencer, Pursuer i Searcher. El desxiframent d'Enigma revelà als britànics que el Tirpitz tenia programat salpar a les 05:29 del 3 d'abril per a proves de mar, avançant-se l'atac per aquell dia. L'ofensiva consistí en 40 bombarders en picat i 40 caces d'escorta en dues onades que aconseguiren 15 impactes directes, perdent-se només un únic avió. Aquesta fita s'assolí gràcies a la sorpresa aconseguida pel portaavions, car al Tirpitz necessitaren de 12 a 14 minuts per maniobrar totes les bateries aèries. La primera onada atacà a les 05:29, quan els remolcadors es preparaven per treure el cuirassat del seu amarratge; la segona onada arribà al seu objectiu una hora després i, malgrat l'estat d'alerta dels artillers alemanys, només van aconseguir abatre un únic avió.
Aquest atac aeri causà danys seriosos al vaixells, així com diversos morts. William Garzke i Robert Dulin afirmen que l'atac matà 122 homes i en ferí 316 més, mentre que Hildebrand, Röhr i Steinmetz sostenen que van haver 132 morts i 270 ferits, inclòs el capità del Tirpitz, Hans Meyer. Dues de les torretes de 150mm van ser destruïdes per les bombes, així com els dos hidroavions Arado Ar 196. Les bombes també provocaren diversos incendis a bord i les commocions de les detonacions van espatllar la turbina d'estribord, mentre que l'aigua salada que s'emprà per apagar els incendis arribà a les calderes i contaminà el subministrament de l'aigua. Dues mil tones d'aigua van inundar el cuirassat, principalment pels dos impactes propers, que van foradar el lateral del buc amb metralla, però també a causa de l'aigua emprada contra el foc. Dönitz ordenà que es reparés el vaixell sense mirar costos, tot i saber que ja no es podria emprar en accions de superfície a causa de l'insuficient suport de combat. Les tasques de reparació s'iniciaren a començaments de maig i els equips importants i els treballadors necessaris per a les tasques van ser transportats en destructors des de Kiel fins al fiord d'Alta en només 3 dies. El 2 de juny el Tirpitz ja podia navegar pels seus propis mitjans, i cap a finals de mes va poder realitzar proves d'artilleria. Durant aquest procés de reparació les bateries de 150mm van ser modificades per permetre el seu ús antiaeri, subministrant-se projectils de 380mm amb espoletes especials per crear barreres de foc antiaeri.
Operacions Planet, Brawn, Tiger Claw, Mascot y Goodwood

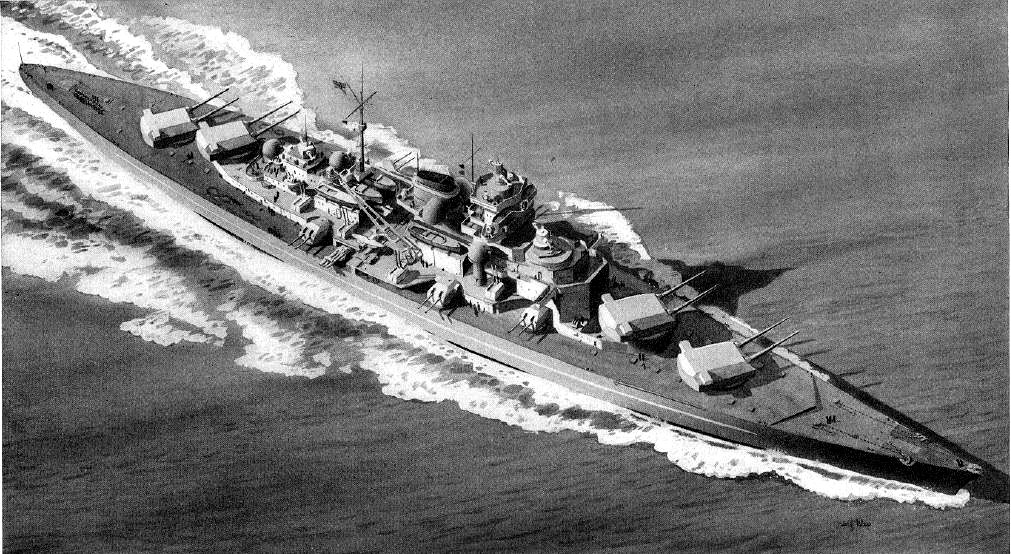
Dibuix de reconeixement del Tirpitz elaborat per la U.S. Navy.

Els britànics van preveure una sèrie d'atacs amb portaavions per als següents 3 mesos, però van haver de cancel·lar-se a causa del mal temps: una repetició de l'operació Tungsten, anomenada "operació Planet", es preparà el 24 d'abril; l'operació Brawn, en la que 27 bombarders i 36 caces dels portaavions HMS Victorious i Furious per realitzar-se el 15 de maig; i l'operació Tiger Claw, pel 28 de maig. Al Victorious i al Furious se'ls uní el HMS Indefatigable per a l'operació Mascot del 17 de juliol, que havia de realitzar-se amb 62 bombarders i 30 caces. El temps finalment millorà a finals d'agost, quan es llançaren els atacs Goodwood. Les operacions Goodwood I i Goodwood II van tenir lloc el 22 d'agost, quan els portaavions Furious, Indefatigable i Formidable i els portaavions d'escorta Nabob i Trumpeter van fer enlairar 38 bombarders i 43 caces d'escorta en dues incursions. Els atacs no van causar danys al Tirpitz i 3 dels avions atacants van resultar abatuts. La Goodwood III va tenir lloc el 24 del mateix mes, formada només per aeronaus de portaavions de la flota amb 48 bombarders i 29 caces que van ocasionar 2 impactes al cuirassat alemany amb danys menors. Una de les bombes penetrà les cobertes cuirassades superior i inferior, allotjant-se a la sala de la centraleta número 4, però la metxa havia quedat malmesa i la bomba no detonà. A canvi, 6 aeronaus britàniques van ser abatudes. Goodwood IV va tenir 5 dies després, el 29, amb 34 bombarders i 25 caces del Formidable i del Indefatigable, que van ser interferits per una espessa boira que impedí que aconseguissin cap blanc sobre el Tirpitz, els artillers del qual van abatre un Fairey Firefly i un Corsair. El cuirassat disparà 54 salves dels seus canons principals, 161 dels canons de 150mm i fins a un 20% de la seva munició lleugera antiaèria.
Operacions Paravane i Obviate
La ineficàcia de la major part dels atacs llançats pel Cos Aeri de la Flota Britànica a mitjans de 1944 van fer que la tasca s'encarregués al 5è Grup de la RAF. Es decidí que bombarders quatrimotors Lancaster llancessin bombes capaces de penetrar el gruixut blindatge del cuirassat alemany. Els britànics van optar per emprar les bombes Talboy de més de 5,4 tones, desenvolupades el 1943 per Barnes Wallis, com l'arma primària contra el Tirpitz. El primer atac, l'operació Paravane, va tenir lloc el 15 de setembre de 1944, 1uan 23 Lancaster (17 dels quals portaven una Tallboy i els 6 restants portaven 12 mines JW) que operaren des de la base russa de Iagodnik van fer un únic impacte a la proa del Tirpitz amb una Tallboy, que travessà completament el cuirassat i explotà al fons del fiord. Entre 800 i 1.000 tones d'aigua van inundar la proa del vaixell alemany i provocaren un seriós increment a la seva compensació davantera. El vaixell quedà limitat a navegar a 8-10 nusos (15-19 km/h), i la commoció de l'impacte afectà greument l'equip de control d'incendis. Els seriosos danys d'aquest atac van persuadir el comandament naval alemany per reparar el cuirassat només per a emprar-lo com a bateria flotant. S'estimà que les reparacions costarien 9 mesos, però tapar els forats es finalitzaria en poques setmanes per permetre al Tirpitz navegar una mica més al sud, a Tromsø. El 15 d'octubre el cuirassat va recórrer els 370 km que el separaven de Tromsø pels seus propis mitjans, sent el darrer viatge de la seva història.
La RAF va realitzar una segona temptativa el 29 d'octubre, quan el Tirpitz havia estat amarrat davant l'illa de Håkøy, prop de Tromsø. 32 Lancasters van atacar-lo de nou amb bombes Tallboy durant l'operació Obviate. Com a l'operació Paravane, els esquadrons 9 i 617 van realitzar un atac conjunt amb el resultat d'un impacte proper, en part a causa del mal temps sobre l'objectiu. L'explosió submarina afectà el timó i l'eix de babord, causant diverses inundacions. Els projectils de fragmentació de 380mm del Tirpitz van mostrar-se ineficaços contra els bombarders d'alt nivell, tot i que un dels atacants va rebre diversos impactes dels canons antiaeris instal·lats a terra. Després d'aquest nou atac es millorà l'amarra del cuirassat amb la creació d'un banc de terra sota el vaixell i als seu voltant per evitar la seva escora, instal·lant-se a més xarxes anti-torpedes. El Tirpitz mantenia una inclinació d'un grau a babord que patia de resultes d'atacs anteriors que no va ser corregida amb una contra-inundació per conservar la major flotabilitat possible. El vaixell també va ser preparat per al seu nou rol de plataforma d'artilleria flotant: el combustible va limitar-se només al necessari per proveir els turbogeneradors, i la tripulació va quedar reduïda a només 1.600 oficials i mariners.
Operació Catechism

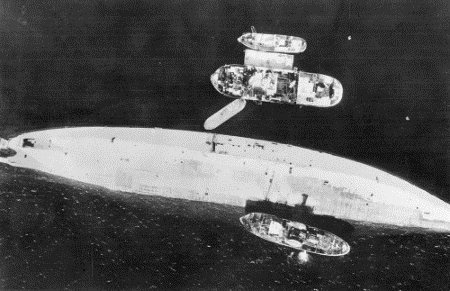
El Tirpitz volcat.

L'operació Catechism, l'atac britànic final contra el Tirpitz, va tenir lloc el 12 de novembre de 1944. El cuirassat alemany tornà a disparar les seves bateries de 380mm contra els bombarders, que se li aproparen a les 09:35. Els canons principals obligaren els bombarders a dispersar-se temporalment, però no van poder evitar l'atac. Una força de 32 Lancaster dels Esquadrons 9 i 617 van llançar 29 bombes Talboy sobre el vaixell, aconseguint dos impactes directes i un de proper. D'altres bombes van aterrar a la barrera de xarxes antitorpedes i van produir enormes cràters al fons marí que van remoure el banc de sorra construït per evitar l'escora del cuirassat. Una de les bombes penetrà la coberta cuirassada del vaixell entre les torretes "Anton" i "Bruno" sense explotar, però la segona va fer blanc al centre del vaixell, entre la catapulta dels hidroavions i la xemeneia, provocant danys fatals, car volà el lateral del vaixell i va obrir un forat enorme al fons del buc; destruint una secció sencera del cinturó blindat. El tercer projectil va colpejar a babord de la torreta "Cèsar". L'impacte al centre del cuirassat provocà una inundació i la ràpida inclinació a babord d'entre 15 i 20 graus. En deu minuts aquesta escora augmentà fins a 30-40 graus, i el capità ordenà l'abandonament de la nau. La progressiva inundació augmentà la inclinació fins als 60º cap a les 09:50, quan semblà estabilitzar-se temporalment, però vuit minuts després una explosió enorme va fer estremir la torreta "Cèsar". El sostre de la torreta i part de la seva estructura de rotació van ser projectats fins a 25 metres d'alçada, caient sobre un grup d'homes que nedaven cap a la vora. El Tirpitz ràpidament virà sobre si mateix, enfonsant la seva superestructura al fons del mar.
Un cop finalitzat l'atac, les operacions de rescat intentaren alliberar els mariners atrapats a l'interior del buc del Tirpitz. Els treballadors van aconseguir rescatar 82 homes després de tallar les planxes inferiors del buc. Les xifres de morts varien: John Sweetman estableix que uns 1.000 homes d'una tripulació de 1.900 van morir, mentre que Niklas Zetterling i Michael Tamelander estimen també uns 1.000 morts. Tant Siegfried Breyer com Erich Gröner creuen que els morts van arribar a 1.204, però Gordon Williamson rebaixa la xifra de morts a 971. William i Robert Dulin xifren les baixes de l'atac i enfonsament a unes 950. Les restes del Tirpitz van quedar-se allà fins al final de la guerra, quan una empresa germano-noruega començà unes operacions de salvament que s'estengueren entre 1948 i 1957. Fragments del cuirassat encara són venuts per una empresa noruega.
Les accions de la Luftwaffe en la defensa del Tirpitz van ser molt criticades després de la seva pèrdua. El major Heinrich Ehrler, comandant del III./Jagdgeschwader 5, va ser culpat pel fracàs de la Luftwaffe en la interceptació dels bombarders britànics, tot i que molts veterans de la seva unitat consistien que va ser un boc expiatori de la ineptitud dels seus superiors. Va ser conseqüentment sotmès a un consell de guerra a Oslo i amenaçat amb la pena de mort, però acabà sent condemnat a 3 anys de presó, alliberat un mes després, degradat i destinat a un esquadró de caces Me 262 a Alemanya. El 4 d'abril de 1945 va ser abatut sobre Berlín.
Ludovic Kennedy va escriure sobre el Tirpitz que "va tenir una vida d'invàlid i va morir com un tullit".